# 積及·莫達
雅各布·彼得·莫德尔（波蘭語：Jakub Piotr Moder，發音：[ˈjakup 'pʲɔtr ˈmɔdɛr]；1999年4月7日—）是一名波蘭足球运动员，目前效力于荷甲球队飛燕諾及波蘭國家足球隊。他曾随国家队出战2020年欧洲足球锦标赛。

## 俱樂部生涯

### 布萊頓
2020年10月6日，莫德爾以600萬英鎊的轉會費加盟英超球队布萊頓，簽訂了一份為期五年的合約。

### 飛燕諾
2025年1月20日，莫德爾永久轉會至荷甲球队飛燕諾。他在2月2日首次亮相，在對陣阿賈克斯的比賽中首發出場。 
2025年3月11日，莫德爾在16強對陣國際米蘭的第二回合比賽中打入了他的第一個欧洲冠军联赛進球，費耶諾德以總比分1-4落敗。

## 國家隊生涯
2020年9月4日，莫德爾在歐洲足協國家聯賽替補彼得·傑林斯基出場，代表波蘭國家足球隊首次亮相，最終球隊0-1輸給荷蘭。

## 榮譽

### 個人
- 波蘭足球甲級聯賽年度最佳球員：2020年[8]
- 波蘭年度最佳新人：2020年[8]